# 意大利面食

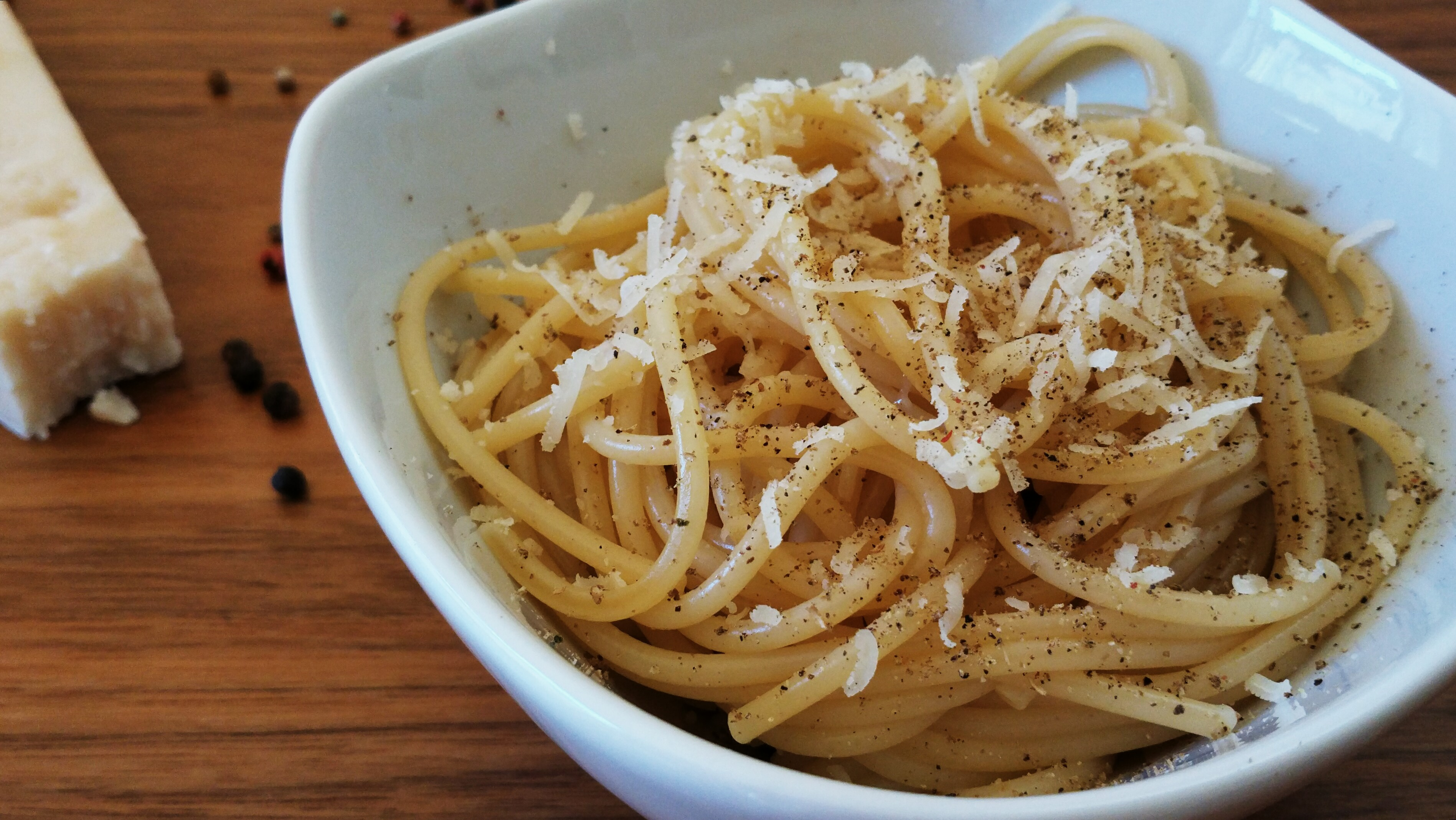
意大利麵食

意大利面食（英語：Pasta dishes），或意大利面料理，是指由意大利面制成的菜品。意大利面食的歷史始於1154年的西西里岛。現今意大利面食有700多个不同的形状。